# Solène Debiès
Solène Debiès, née le 20 juillet 1975 à Brest, est une artiste et illustratrice française. 

## Biographie
Après un baccalauréat S, Solène Debiès intègre l'école d'arts appliqués et dessin narratif Pivaut à Nantes, dont elle sort diplômée en 1996.
Après avoir commencé sa vie professionnelle en tant que graphiste dans une agence de publicité, elle se lance dans l'illustration en l'an 2000, et commence à travailler pour la presse, l'édition et la publicité. 
Elle dessine essentiellement des personnages dans un style épuré et coloré.
Elle dessine notamment pour des titres de presse en France comme Biba, Marie Claire, Le Figaro ; à l'étranger comme Elle (India), S Magazine (UK), Harper's Bazaar (India) ou Nail Pro (US). Elle collabore aussi pendant 7 ans avec le magazine Elle India (de 2001 à 2008) et pendant 5 ans avec la styliste Cristina Cordula pour son émission Magnifique by Cristina diffusée sur la chaine Téva.
Elle a illustré le livre de l'humoriste Olivier Giraud Le guide (très) pratique du parfait parisien et les cannoises pour les campagnes Sales & the city de la mairie de Cannes,,.
En 2019, elle est citée comme l'une des cinq illustratrices françaises à suivre sur instagram par le magazine Bewaremag.

## Illustrations

### Pour la presse
Elle (India), Harper's Bazaar (India), Biba, Le Figaro, Marie-Claire, Version Femina, Nail Pro (USA), Parenting (USA), S Magazine (UK), Magnifique by Cristina sur TEVA, Jeune et Jolie, Marie-France, Gala.

### Pour l'édition
- Comme des sœurs, Elisabeth Craft, Sarah Fain, éditions Le Livre de Poche Jeunesse, 6 oct. 2010, (ill. Solène Debiès)  (ISBN 978-2-01-322893-0)
- Le jour où j'ai voulu devenir populaire, Meg Cabot, éditions Le Livre de Poche Jeunesse, 9 juin 2010, (Ill. Solène Debiès)  (ISBN 978-2-01-322321-8)
- Les coups d'food de Farida, Farida, éditions du Chêne, 2 mai 2012, (ill. Solène Debiès)  (ISBN 978-2-8123-0537-5)
- Mini-kit de survie de la nana bio, Marie Beuzard, Isabelle Delannoy, éditions Eyrolles, 10 janv. 2013, (ill. Solène Debiès)  (ISBN 978-2-212-55501-1)
- Down dog Billionaire, Lucy Edge (ill. Solène Debiès), 27 juil. 2015  (ISBN 978-0-9933341-0-8)
- Guide (très) pratique du parfait parisien, Olivier Giraud, French arrogance prod, (ill. Solène Debiès), 24 nov. 2018  (ISBN 978-2-9566023-0-9)
- So Nice !, Tomes 1 à 4, Carolyn Chouinard, Laura Boisvert, éditions dominique et compagnie (ill. Solène Debiès)  (ISBN 978-2-89739-323-6) -  (ISBN 978-2-89739-546-9) -  (ISBN 978-2-89739-818-7)
- Journal d'une princesse, Tomes 1 à 11, Meg Cabot, éditions Hachette Roman, (ill. Solène Debiès)

1. (ISBN 978-2-01-397117-1)
2. (ISBN 978-2-01-397118-8)
3. (ISBN 978-2-01-397119-5)
4. (ISBN 978-2-01-397120-1)
5. (ISBN 978-2-01-397121-8)
6. (ISBN 978-2-01-397122-5)
7. (ISBN 978-2-01-397123-2)
8. (ISBN 978-2-01-161147-5)

- Anna et son fantôme, Tomes 1 et 2, Franck Krebs, (ill. Solène Debiès)  (ISBN 978-2-01-204437-1)
- Miss Parfaite, Frédérique Dufort, éditions Boomerang, nov. 2018, (ill. Solène Debiès)  (ISBN 978-2-89709-307-5)
- Un karma presque parfait, Roxane Dambre, éditions Calmann-Lévy  (ISBN 978-2-7021-6171-5)
- Un appart de rêve, Roxane Dambre, éditions Calmann-Lévy, 2 mai 2019, (ill. Solène Debiès)  (ISBN 978-2-7021-6541-6)